# Judge and Clerk Islets
Judge and Clerk Islets är öar i Australien.   De ligger 11 km norr om Macquarieön i delstaten Tasmanien, i den sydöstra delen av landet, 2 300 km söder om huvudstaden Canberra.